# 密克罗尼西亚岛群
密克罗尼西亚岛群（英語：Micronesia）是大洋洲三大岛群之一（其餘兩個為美拉尼西亚岛群和玻里尼西亞岛群），希臘語字根為「小島」之義，位于西太平洋，在南纬4°—北纬22°、东经130°—180°之间；有2500个以上的岛屿，绝大部分在赤道以北，东西延伸约4600公里；其南方是美拉尼西亞岛群，東方是玻里尼西亞岛群。
密克羅尼西亞岛群包括下列群島及岛屿：
- 馬里亞納群島（屬 美国，分為 和 關島）
- 加罗林群島（分属 帛琉和 密克羅尼西亞聯邦）
- 马绍尔群岛
- 吉爾伯特群島（屬 基里巴斯）
- 瑙鲁
- 威克岛

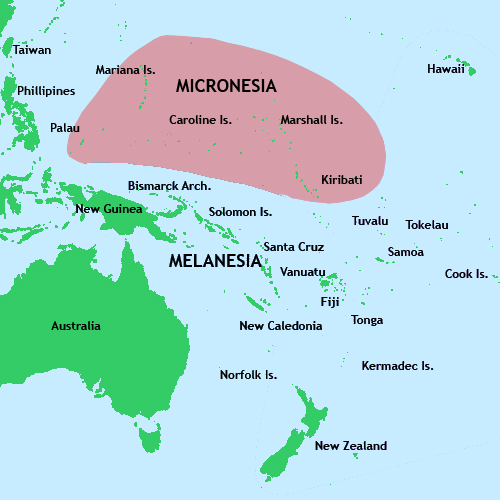
密克羅尼西亞地圖

岛群的陆地总面积2584平方公里，人口主要是密克罗尼西亚人。岛群分为两弧，中隔马里亚纳海沟，以珊瑚岛为主，有很大的环礁和礁瑚，也有火山岛。
密克罗尼西亚岛群属热带雨林气候，年平均温度26—28℃，年降水量北部各岛为2000－3000毫米，东南部各岛为3000—5000毫米，加罗林群島附近是台风源地之一。
馬里亞納群島、加羅林群島和馬紹爾群島在二戰中是日本海洋師團駐地；二次大戰之後歸美國管理，至今三國两地区在社會制度上（例如政體、金融、貿易等）仍受美國影響、支援或協助管理。在瑙魯和基里巴斯，擔當同樣角色的則是澳大利亚。
政治上，密克罗尼西亚岛群由八个国家和地区组成：
- （美国的海外屬地，自治邦）
- 關島（美国的海外屬地，非自治領土）
- 帛琉
- 密克羅尼西亞聯邦
- 马绍尔群岛
- 基里巴斯（菲尼克斯群岛、莱恩群岛属玻里尼西亞）
- 瑙鲁（有時視為美拉尼西亞的一部分）
- 威克岛（屬美国本土外小岛屿）

## 外部連結
- History of Micronesia
- Micronesian Games